# Мазурка

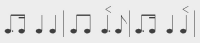
Типова ритмоструктура мазурки.

Мазу́рка (пол. mazurek) — польська музична форма, заснована на стилізованих народних танцях у тридольному розмірі, зазвичай у жвавому темпі, характер якої визначається переважно виразними «сильними акцентами, несистематично розміщеними на другій або третій долі». Мазурка, поряд із полькою, стала популярною в бальних залах та салонах Європи XIX століття, особливо завдяки видатним творам Фридерика Шопена. Мазурка та мазурек (сільський танець на основі мазура) часто плутають у західній літературі як одну й ту саму музичну форму.

## Історія
Народне коріння мазурки сягає трьох польських народних танців:
- мазур, найхарактерніший через свої нерегулярні ритмічні акценти,
- повільний та меланхолійний куявяк,
- швидкий оберек.

Для мазурки завжди характерна наявність або тріолі, трелі, пари нот з крапкою (восьма з крапкою та шістнадцята) або звичайної пари восьмих нот перед двома чвертками. У XIX столітті ця форма стала популярною в багатьох бальних залах різних частин Європи.
«Мазурка» — це польське слово, що означає мазовецьку жінку або дівчину. Це жіноча форма слова «мазур», яке — до XIX століття — позначало мешканця польського регіону Мазовії (мазури, раніше у множині: Mazurzy). Схоже слово «мазурек» є зменшувальною та чоловічою формою слова «мазур». Стосовно танцю, всі ці слова (mazur, mazurek, mazurka) означають «мазовецький танець». Окрім етнічної назви, слово mazurek в польській мові позначає різні поняття, наприклад, торт, птах та популярне прізвище.
Мазурек — це також сільський танець, який дехто ототожнює з обереком. Вважається, що оберек є танцювальною варіацією співаного мазурека, причому останній має більш виражені акценти на другій та третій долях і менш плавний ритмічний потік, що так характерно для оберека.
Кілька композиторів класичної музики писали мазурки, найвідомішими з яких є 59 мазурок, написаних Фридериком Шопеном для фортепіано. У 1825 році Марія Шимановська написала найбільшу збірку фортепіанних мазурок, опубліковану до Шопена. Генрик Венявський також написав дві мазурки для скрипки з фортепіано (популярна «Обертас», ор. 19), Джуліан Кокран створив збірку з п'яти мазурок для фортепіано соло та оркестру, а в 1920-х роках Кароль Шимановський написав цикл із двадцяти мазурок для фортепіано і завершив свою композиторську кар'єру останньою парою в 1934 році. Олександр Скрябін, який спочатку усвідомлював себе послідовником Шопена, написав 24 мазурки.
В епоху романтизму мазурка стає жанром класичної музики, зокрема мазурки писали Міхал Огінський, Фридерик Шопен, Кароль Шимановський, Клод Дебюссі. Трапляються мазурки і в російських операх, як правило при зверненні до польської тематики (наприклад, в опері «Життя за царя» Михайла Глінки). Як правило, мазурки пишуть у двочастинній формі, особливості ритмоструктури лишаються подібними народним мазуркам. Від польської мазурки походить і гімн Польщі — «Мазурка Домбровського».
Шопен почав писати мазурки у 1824 році, досягнувши повної зрілості до 1830 року, року Листопадового повстання, бунту в Царстві Польському проти Росії. Шопен продовжував писати їх до 1849 року, року своєї смерті. Стилістичні та музичні характеристики його мазурок відрізняються від традиційних, оскільки Шопен фактично створив складніший тип мазурки, використовуючи класичні техніки, включаючи контрапункт та фугу. Включивши в мазурки більше хроматизму та гармонії, він зробив їх технічно цікавішими, ніж традиційні танці. Шопен також намагався компонувати свої мазурки таким чином, щоб їх не можна було використовувати для танців, аби дистанціювати їх від оригінальної форми.
Однак, хоча Шопен змінив деякі аспекти оригінальної мазурки, інші він зберіг. Його мазурки, як і традиційні танці, містять багато повторень: повторення певних тактів або груп тактів; цілих розділів; та початкової теми. Ритм його мазурок також залишається дуже схожим на ритм ранніх мазурок. Однак Шопен також включив ритмічні елементи двох інших згаданих польських форм — куявяка та оберека; його мазурки зазвичай містять ритми з більш ніж однієї з цих трьох форм (мазурек, куявяк та оберек). Таке використання ритму свідчить про те, що Шопен намагався створити жанр, який мав зв'язки з оригінальною формою, але водночас був чимось новим і відмінним.
Мазурка починалася як танець для чотирьох або восьми пар. Згодом Михайло Фокін створив жіночий сольний танець мазурки, в якому домінували великі стрибки, що чергувалися з другою та третьою позиціями арабеску, та кульмінаційні позиції зі шпагатом.

## Поширення за межами Польщі
Форма була поширеною як популярний танець у Європі та Сполучених Штатах у середині-кінці XIX століття.

### Кабо-Верде
У Кабо-Верде мазурка також шанується як важливе культурне явище, виконується акустичними ансамблями на чолі зі скрипалем у супроводі гітаристів.
Вона також має варіацію танцювальної форми мазурки і зустрічається переважно на півночі архіпелагу, головним чином на островах Сан-Ніколау та Санту-Антан. На півдні вона популярна на острові Брава.

### Чехія
Чеські композитори Бедржих Сметана, Антонін Дворжак та Богуслав Мартіну всі певною мірою писали мазурки. У Сметани та Мартіну це окремі твори (відповідно, Мазурка-капричіо для фортепіано та Мазурка-ноктюрн для змішаного струнно-духового квартету), тоді як Дворжак написав цикл із шести мазурок для фортепіано та мазурку для скрипки з оркестром.

### Франція
У Франції композитори-імпресіоністи Клод Дебюссі та Моріс Равель обидва писали мазурки; у Дебюссі це окремий твір, а у Равеля — частина ранньої сюїти «Парад». Жак Оффенбах включив мазурку до свого балету «Паризькі веселощі»; Лео Деліб написав мазурку, яка кілька разів з'являється в першому акті його балету «Коппелія». Мазурка часто зустрічається у французькій традиційній народній музиці. На Французьких Антильських островах мазурка стала важливим стилем танцю та музики.
Креолізованою версією мазурки є мазук, який — приблизно з 1979 року в Парижі — перетворився на всесвітньо популярний танцювальний стиль «зук», розроблений у Франції та популяризований паризькою острівно-креольською супергрупою Kassav'; мазук був завезений на Французькі Кариби наприкінці 1800-х років. У XXI столітті в Бразилії та афро-карибській діаспорі зук (та його прабатько, гурт Kassav') залишається дуже популярним. У популярних народних танцях Франції XX століття польсько-класична фортепіанна мазурка еволюціонувала в мазук, танець у повільнішому темпі (без традиційного підскоку на третю долю), що сприяв більш інтимному танцюванню та асоціював мазук із «танцем зваблення». Цей «сексуальний» стиль мазурки також був імпортований до «балфолк» танців у Бельгії та Нідерландах, звідси назва «бельгійська мазурка» або «фламандська мазурка». Можливо, найстійкіший стиль інтимної танцювальної музики цього походження перетворив зук з 1980-х–2000-х років на його шалено популярний (особливо в Бразилії та Африці) повільний танцювальний варіант під назвою зук лав, який залишається основним у франко-карибських танцювальних закладах Парижа та інших місць.

### Ірландія
Мазурки становлять характерну частину традиційної танцювальної музики графства Донегол в Ірландії. Як парний танець вона вже не популярна. Польський танець потрапив до Ірландії у 1840-х роках, але за межами Донегола його мало виконують. На відміну від польського мазурка, який може мати акцент на другій або третій долі такту, ірландська мазурка (masúrca ірландською мовою) завжди акцентується на другій долі, що надає їй унікального відчуття. Музикант Каоймхін Мак Аойд написав книгу на цю тему, «Від Мазовії до Мінбанада: Донегольські мазурки», в якій розповідається історія музичної та танцювальної форми. Мак Аойд відшукав 32 різні мазурки, які виконувалися в Ірландії.

### Італія
Мазурки є частиною італійської популярної музики, включаючи стиль лішіо. Типовими для італійських мазурок є групи тріолей, сильні пунктирні ритми та закінчення фраз з двома акцентованими чвертками та паузою, на відміну від вальсу.

### Бразилія
У Бразилії композитор Ернесто Назарет написав мазурку в шопенівському стилі під назвою «Мерседес» у 1917 році. Ейтор Вілла-Лобос написав мазурку для класичної гітари в музичному стилі, схожому на польські мазурки.

### Куба
На Кубі композитор Ернесто Лекуона написав твір під назвою Mazurka en Glisado для фортепіано, одне з численних замовлень протягом його життя.

### Нікарагуа
У Нікарагуа Карлос Мехія Годой та Лос Соньядорес де Сарагуаска зробили компіляцію мазурок з популярної народної музики, які виконуються на скрипці талалате, місцевому інструменті з Нікарагуа.

### Кюрасао
На Кюрасао мазурка була популярною як танцювальна музика в XIX столітті, а також у першій половині XX століття. Кілька композиторів, народжених на Кюрасао, такі як Ян Герард Палм, Йозеф Сікман Корсен, Якобо Палм, Рудольф Палм та Вім Статіус Мюллер, писали мазурки.

### Мексика
У Мексиці композитори Рікардо Кастро та Мануель Марія Понсе писали мазурки для фортепіано в шопенівському стилі, згодом змішуючи елементи мексиканських народних танців.

### Філіппіни
На Філіппінах мазурка є популярною формою традиційного танцю. Мазурка Бохолана є однією з найвідоміших філіппінських мазурок.

### Португалія
У Португалії мазурка стала одним із найпопулярніших традиційних європейських танців завдяки першим рокам щорічного фестивалю традиційних танців «Andanças», що проводиться поблизу Каштелу-де-Віде.

### Росія
У Росії багато композиторів писали мазурки для соло фортепіано: Скрябін (26), Балакірєв (7), Чайковський (6). Бородін написав дві у своїй «Маленькій сюїті» для фортепіано; Глінка також написав дві, хоча одна є спрощеною версією Мазурки № 13 Шопена. Чайковський також включив мазурки до своїх партитур для «Лебедине озеро», «Євгенія Онєгіна» та «Сплячої красуні». Рахманінов у своїх «Салонних п'єсах» має Мазурку ре-бемоль мажор як сьомий твір. Прокоф'єв написав Мазурку для оркестру у своєму балеті «Попелюшка», яка також включена до його Сюїти № 1 з балету «Попелюшка».
Мазурка була поширеним танцем на балах Російської імперії і зображена в багатьох російських романах та фільмах. Окрім згадки в «Анна Кареніна» Льва Толстого, а також у тривалому епізоді в «Війна і мир», танець помітно фігурує в романі Івана Тургенєва «Батьки і діти». Аркадій залишає мазурку для мадам Одінцової, в яку він закохується. Під час російських балів її елегантно та знаменито танцювала цариця Марія Федорівна, друга з останніх цариць Російської імперії до її падіння у 1918 році.

### Швеція
У шведській народній музиці восьма полька має схожий ритм з мазуркою, і ці два танці мають спільне походження. Міжнародна версія мазурки також була запроваджена під цією назвою протягом XIX століття.

### США
Мазурка збереглася в деяких старовинних скрипкових мелодіях, а також у ранній каджунській музиці. На півдні Сполучених Штатів її іноді називали «мазука». Польську мазурку танцювали на півночі штату Нью-Йорк у 1950-х та 1960-х роках (подібно до краков'яка, тисячоліття християнства) у польських громадських центрах або соціальних клубах, які можна знайти по всій території США. Полька залишається найвідомішим польським танцем і регулярно зустрічається на весіллях, у танцювальних залах та на громадських заходах (наприклад, літні заходи на відкритому повітрі, сільські танці) у США.

#### Каліфорнія
Окрім того, що мазурка є частиною репертуару ірландських традиційних музичних сесій, її виконували різноманітні культурні групи в Каліфорнії. Мазурка вперше потрапила до Верхньої Каліфорнії під час іспанського періоду і танцювалася серед каліфорнійців. Пізніше відомий гітарист Мануель І. Феррер, який народився в Нижній Каліфорнії у іспанських батьків і навчався гри на гітарі у францисканського монаха в Санта-Барбарі, але зробив кар'єру в районі затоки Сан-Франциско, аранжував мазурки для гітари. На початку XX століття мазурка стала частиною репертуару італоамериканських музикантів у Сан-Франциско, які грали у стилі балло лішіо. Піаніст Сід ЛеПротті, важливий ранній джазовий музикант із Окленда на західному узбережжі, заявляв, що до того, як джаз став популярним, він та інші музиканти в клубах Барбарі Кост грали мазурки на додаток до вальсів, ту-степів, маршів, польок та шотішів. Одну мазурку, виконану на губній гармоніці, зібрала Сідні Робертсон Коуелл для Проєкту народної музики Каліфорнії WPA у 1939 році в окрузі Туолемі.